# Humanizacja pracy
Humanizacja pracy – ogólny system wszelkich idei oraz działań praktycznych, które zmierzają do takiego kształtowania systemu pracy, aby ludzka praca była wydajniejsza, a także dostosowana do psychofizycznych możliwości oraz potrzeb określonego człowieka.
Proces humanizacji pracy polega m.in. na zapewnieniu bezpieczeństwa i higieny pracy, udziale pracowników przy kształtowaniu procesów produkcji oraz warunków pracy, działaniach racjonalizatorskich oraz nowatorskich, skracaniu czasu pracy i podejściu do niej jako wartości samej w sobie.
Wykorzystane dziedziny nauk w humanizacji pracy to:
- psychologia pracy,
- ergonomia,
- fizjologia pracy,
- socjologia pracy,
- prakseologia,
- teoria organizacji.